# 언포기븐 (2011년 영화)
《언포기븐》(스페인어: No habrá paz para los malvados)은 2011년 공개된 스페인의 네오누아르 스릴러 영화이다.
제26회 고야상에서 작품상, 감독상, 남우 주연상(호세 코로나도) 등 6개 부문을 수상하였다.

## 출연진
- 호세 코로나도
- 엘레나 미켈
- 후안호 아르테로
- 로돌포 산초
- 후안 파블로 슈크

## 기타 제작진
- 배역: 안드레스 쿠엥카
- 미술: 안톤 라구나
- 의상: 파트리시아 모네
- 분장: 몬세 보케라스
- 헤어: 세르히오 페레스
- 음향: 리시오 마르코스 데올리베이라
- 특수 효과: 라울 로마니요스, 체마 레마차
- 제작 관리: 팔로마 몰리나